# Arsura, Vaslui
Arsura este satul de reședință al comunei cu același nume din județul Vaslui, Moldova, România.

## Istoric
În locul "Cetățuia Mogoșești", o așezare fortificată geto-dacică de sec. IV-II î. Hr., au fost găsite fragmente de amfore de Rhodos și Cos, ceramică getică și bastarnică.

## Personalități
- Nicolae Gh. Lupu - medic și academician român

## Obiective turistice
- Muzeul Casa Amintirilor